# إيمي جينتري
إيمي كونستانت غينتري (بالإنجليزية: Amy Constance Gentry)‏ وتعرف ب إيمي غينتري هي أول امرأة تمارس رياضة التجديف في إنجلترا حيث بدأت مشواراها مع نادي Weybridge Rowing Club، حيث أنشأت أول نادي نسوي سنة 1920. وحققت بطولة التجديف الفردي من 1932 إلى 1934، وأصبحت فيما بعد من أنجح الرياضيات الإنجليزيات.
خلال الحرب العالمية الثانية عملت كسكرتيرة للمهندس الإنجليزي بارنس واليس وساعدته من خلال خبرتها في إلقاء القنبلة الارتدادية على الألمان.

## حياتها
ولدت إمي في بارنيس القريبة من نهر التمز وبدأت في لعب الرياضات المائية منذ صغرها، حيث كانت تتعلم التجديف على قارب صغير منذ سن السادسة. وفي سنة 1919 انضمت لفريق Weybridge Rowing Club الذي انطلق عقب الحرب العالمية الأولى وشارك في بعض مسابقات التجديف الرباعية. وبسبب نجاحاتها استطاعت أن تؤسس فريقا نسويا خاصا برياضة التجديف سنة 1920. وفي 1925 شاركت في بطولات دولية في كل من فرنسا، بلجيكا وهولندا. ثم انتقلت إلى العمل الإداري حتى وفاتها سنة 1976.

## دورها في الحرب العالمية الثانية

القنبلة الارتدادية وطريقة انفجارها في السدود الألمانية

خلال الحرب العالمية الثانية عملت في فيكرز أرمسترونغس كسكرتيرة للمهندس الإنجليزي بارنس واليس وساعدته من خلال خبرها في إلقاء القنبلة الارتدادية على السدود الألمانية، حيث كان يريد المهندس طريقة بالستية لجعل القنبلة تسقط في الماء وترتد لتنفجر قرب السد..
حصلت على رتبة الإمبراطورية البريطانية من درجة ضابط سنة 1969.

## وفاتها
توفيت إيمي في مستشفى في سري سنة 1976 عن عمر يناهز 72 سنة. لم تتزوج طوال حياتها ولم تترك أطفالا.